# Schloss Fayrac

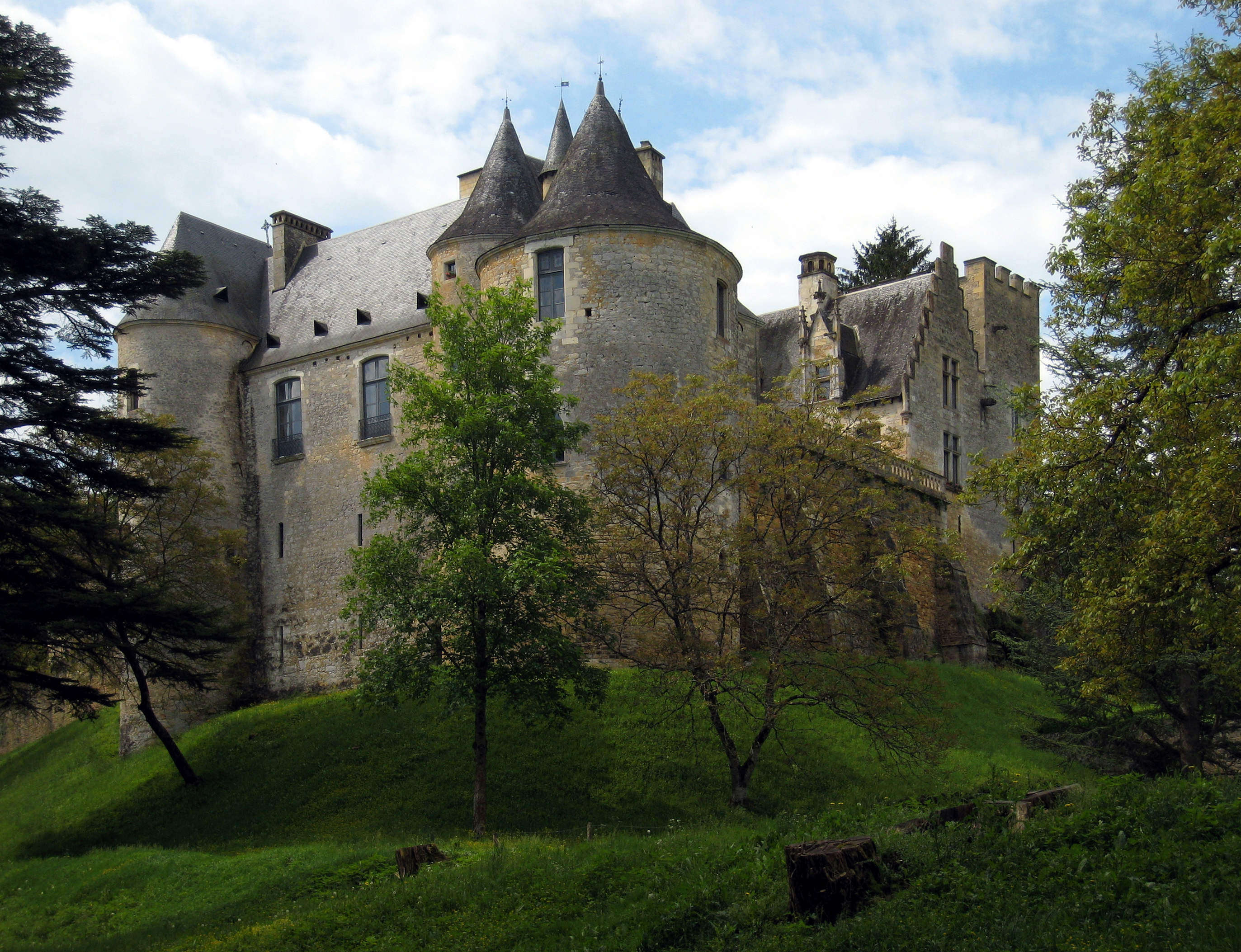
Schloss Fayrac

Das Schloss Fayrac (auch: Feyrac) liegt an der Dordogne in der französischen Gemeinde Castelnaud-la-Chapelle im Département Dordogne. Von Castelnaud aus ist es nur einen Kilometer bis zu der Anlage aus dem 15. und 16. Jahrhundert, die im Hundertjährigen Krieg der Gegenpart zur Burg Beynac auf der anderen Flussseite war. Das Schloss ist in Privathand und kann nicht besichtigt werden. Zusammen mit Burg Beynac, Castelnaud, Château les Milandes und Marqueyssac ist es aber Teil eines touristischen Ensembles, das als Vallée des six châteaux (Tal der sechs Burgen) bezeichnet wird.

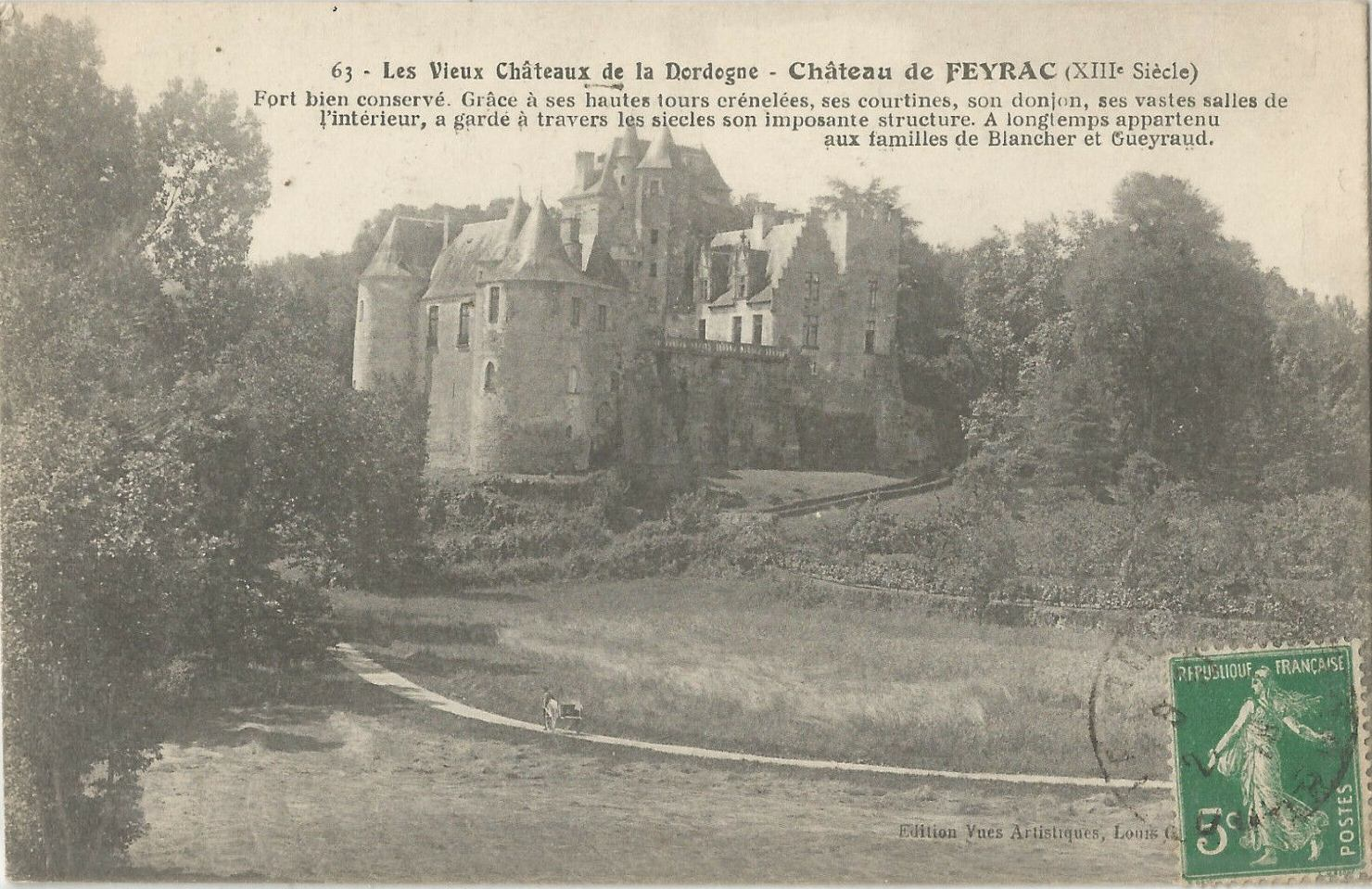
Château de Feyrac, Postkarte (Edition Vues Artistiques, Louis Garde), Libourne um 1910

## Bauwerk
Schloss Fayrac wurde auf einem kleinen Hügel errichtet. Drei Flügel umstellen einen hochgelegenen Innenhof, der auf seiner offenen Seite von einer Mauer geschützt wird. Auf der Flussseite vermitteln zwei massive Türme dem Bauwerk das Aussehen einer mittelalterlichen Verteidigungsanlage. Die beiden anderen Flügel weisen dagegen eine großzügige Durchfensterung auf und zeigen mit ihren Zinnentürmchen den Stil der Renaissance. Bei der im 19. Jahrhundert durchgeführten Restaurierungen wurde unter anderem die Nachbildung eines mittelalterlichen Donjons errichtet.

## Geschichte
Anfänge
Der Name Fayrac erscheint in kirchlichen Inventaren des 13. Jahrhunderts, oft unter der Schreibweise Afayrac oder Affeyrac. Es handelte sich damals um ein bescheidenes Festes Haus, von dem im heutigen Schloss lediglich der Gewölbekeller und der Rundturm zu finden sind.
Im 14. Jahrhundert gehörte das Schloss den Seigneurs von Castelnaud, der Familie Caumont, und wurde als tours de Fayrac bezeichnet. 1342 gab Raoul de Caumont, der Bruder von Bertrand de Caumont, seiner Tochter das Schloss als Mitgift. Während des Hundertjährigen Krieges war es der Vorposten der englischen Burg Castelnaud und diente zur Beobachtung der gegenüberliegenden Burg Beynac.
Am Ende des Krieges kam das Schloss 1459 in den Besitz von Léonard de Prouhet, der ein Knappe des Grafen von Périgord, Jean de L'Aigle († 1454), war. Der Graf, der Prouhet für seine Tapferkeit belohnen wollte, machte ihn zum don de terres à la Treille d'Affeyrac, und Prouhet wurde mit der Erbin des Schlosses verheiratet. Ein Torhaus mit Zugbrücke, das den Zugang zum Innenhof ermöglicht, wurde noch im 15. Jahrhundert errichtet.
In den Chroniken des Kanonikers Jean Tarde findet sich für 1529 ein Raymond de Prouhet du Puy, Seigneur de Feyrac, Lieutenant-général der Sénéchaussée von Sarlat. Etwa zu dieser Zeit wurden das Torhaus und das Schloss verschönert und ein Logis im Stil der italienischen Renaissance hinzugefügt, vielleicht unter dem Einfluss des damaligen Bischofs von Sarlat, Niccolò Gaddi (1499–1552).
Besitz der Blancher de Feyrac
Die Erbin des Schlosses, Gabrielle du Puy, heiratete Jean de Blancher, den Sohn eines Notars Jehan Blancher aus Sarlat. Die Familie Blancher hatte Posten in Verwaltung und Militär inne und erwarb zu dieser Zeit einige Güter im Périgord. Der Bruder des Jean war Pierre de Blancher, der am 11. Juni 1578 ein Kollegium in Sarlat gegründet hatte und Berater am Parlament (Gericht) von Bordeaux war. Jean wurde Protestant und Pierre blieb katholisch. Während der Religionskriege war Schloss Fayrac eine der Burgen der Protestanten, neben Castelnaud, Beynac, Domme, Milandes, Saint-Cyprien, La Serre, Campaignac, Salignac, Paluel, La Garrigue und Montfort. Jean kämpfte auf protestantischer Seite und Pierre wurde in der Nacht des 16. September 1580 von Protestanten getötet, wie aus Chroniken eines Kanonikers aus Sireuil hervorgeht. Nach der Erstürmung der befestigten Stadt Domme 1588 hatte der hugenottische Hauptmann von Castelnaud, Geoffroy de Vivans, das Kommando über diese Stadt Jean de Blancher anvertraut. Wenig später heiratete dessen Sohn, Pierre de Blancher, Seigneur de Feyrac, zudem die Tochter des Geoffroy, Simonne de Vivans, und war um 1591 der nächste Kommandant der Festung Domme.
Zu Beginn des 18. Jahrhunderts findet sich ein weiterer Jean de Blancher, der in der Adelsbank (Ban) von Périgord als Seigneur de Feyrac registriert war. 1789 gehörte das Schloss einem Nebenzweig, von dem einige Mitglieder auswanderten. Es wurde als Nationalgut enteignet und an den Juristen Gayraud aus Sarlat verkauft, der sich durch Spekulationen mit Assignaten bereichert hatte und das Schloss restaurierte.
20. Jahrhundert bis heute
Bis 1928 war das Chateau im Besitz des Komponisten Fernand de La Tombelle (1854–1928), der weitere Restaurierungen durchführen ließ. Dessen umfangreiche Notenbibliothek befindet sich noch heute in einem der Turmzimmer, ebenso sein Érard-Flügel.
Das Schloss ist seit März 1928 als historisches Denkmal eingetragen. Auch André Malraux wohnte einige Wochen dort, als er sich nach der Verhaftung seiner Brüder 1944 der Résistance anschloss. Heute ist das Schloss Privateigentum der texanischen Familie Newell und nicht für die Öffentlichkeit zugänglich.